# Andrena chrysopus
Andrena chrysopus är en biart som beskrevs av Pérez 1903. Andrena chrysopus ingår i släktet sandbin, och familjen grävbin. Inga underarter finns listade i Catalogue of Life.